# Europese kampioenschappen kunstschaatsen 1977

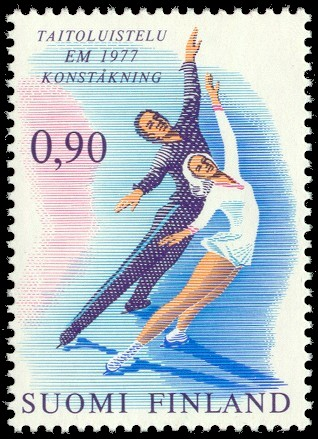
Finse postzegel, uitgegeven ter gelegenheid van de Europese Kampioenschappen kunstschaatsen 1977

De Europese Kampioenschappen kunstschaatsen zijn wedstrijden die samen een jaarlijks terugkerend evenement vormen, georganiseerd door de Internationale Schaatsunie (ISU).
De kampioenschappen van 1977 vonden plaats in Helsinki. Het was de eerste keer dat de EK kampioenschappen hier en in Finland plaatsvonden.
Voor de mannen was het de 69e editie, voor de vrouwen en paren was het de 41e editie en voor de ijsdansers de 24e editie.

## Historie
De Duitse en Oostenrijkse schaatsbond, verenigd in de "Deutscher und Österreichischer Eislaufverband", organiseerden zowel het eerste EK Schaatsen voor mannen als het eerste EK Kunstschaatsen voor mannen in 1891 in Hamburg, in toen nog het Duitse Keizerrijk, nog voor het ISU in 1892 werd opgericht. De internationale schaatsbond nam in 1892 de organisatie van het EK kunstschaatsen over. In 1895 werd besloten voortaan het WK kunstschaatsen te organiseren en kwam het EK te vervallen. In 1898, na twee jaar onderbreking, vond toch weer een herstart plaats van het EK kunstschaatsen.
De vrouwen en paren zouden vanaf 1930 jaarlijks om de Europese titel strijden. De ijsdansers streden vanaf 1954 om de Europese titel in het kunstschaatsen.

## Deelname
Er namen deelnemers achttien landen deel aan deze kampioenschappen. Zij vulden het aantal van 66 startplaatsen in de vier disciplines in. Voor het eerst nam er een deelnemer uit Spanje deel aan het EK, Gloria Mas kwam uit in het vrouwentoernooi.
Voor Nederland nam Anne-Marie Verlaan voor de derde keer deel in het vrouwentoernooi.
(Tussen haakjes het totaal aantal startplaatsen over de disciplines.)
| Sovjet-Unie (11) Duitse Democratische Republiek (7) Verenigd Koninkrijk (6) Italië (5) Polen (5) Tsjecho-Slowakije (5) | West-Duitsland (5) Frankrijk (4) Oostenrijk (4) Zwitserland (3) Finland (2) Joegoslavië (2) | Zweden (2) Hongarije (1) Nederland (1) Noorwegen (1) Roemenië (1) Spanje (1) |

## Medaille verdeling
Bij de mannen werd Jan Hoffmann voor de tweede keer Europees kampioen. In 1974 veroverde hij voor de eerste keer de titel. Het was zijn vierde medaille, in 1973 en 1976 werd hij derde. Vladimir Kovalev stond net als in 1976 op de tweede plaats, het was zijn derde medaille, in 1975 werd hij Europees kampioen. De nummer drie, Robin Cousins, stond voor de eerste keer op het erepodium bij het EK kunstschaatsen.
Bij de vrouwen werd Anett Pötzsch de 20e vrouw die de Europese titel veroverde en, na Gabriele Seyfert (1967, 1969, 1970) en Christine Errath (1973, 1974, 1975), de derde Oost-Duitse. Het was haar derde medaille, in 1975 werd ze derde en in 1976 tweede. Voor zowel Dagmar Lurz op plaats twee als Susanna Driano op plaats drie was het de eerste keer dat ze op het Europese erepodium stonden.
Voor de derde keer bij de paren stonden drie paren uit één natie op het erepodium. In 1969 en 1971stonden er net als dit jaar drie Sovjet paren op. Het paar Irina Rodnina / Aleksandr Zajtsev veroverden voor de vijfde keer in successie de Europese titel. Voor Rodnina was het haar negende titel oprij, van 1969-1972 werd kampioen met schaatspartner Aleksej Oelanov. Het paar op plaats twee,Irina Vorobieva / Alexandr Vlasov, nam voor de tweede keer plaats op het Europese erepodium, in 1976 werden ze derde. Op de derde plaats stond het debuterende paar Marina Cherkasova / Sergei Shakhrai.
Bij het ijsdansen veroverde het Sovjet paar Irina Moiseeva / Andrei Minenkov voor de eerste keer de Europese titel. Zij waren het elfde paar die deze titel veroverden en het tweede Sovjet paar na Lyudmila Pakhomova / Alexandr Gorshkov. Het was hun tweede medaille, in 1976 werden ze tweede. Het Hongaarse paar Krisztina Regöczy / Andras Sallay op plaats twee stond voor de eerste keer op het erepodium. Het Sovjet paar Natalja Linitsjoek / Gennadi Karponossov stond voor de vierde opeenvolgende keer op plaats drie op het erepodium.
| Discipline | Goud                              | Zilver                            | Brons                                    |
| ---------- | --------------------------------- | --------------------------------- | ---------------------------------------- |
| Mannen     | Jan Hoffmann                      | Vladimir Kovalev                  | Robin Cousins                            |
| Vrouwen    | Anett Pötzsch                     | Dagmar Lurz                       | Susanna Driano                           |
| Paren      | Irina Rodnina / Aleksandr Zajtsev | Irina Vorobieva / Alexandr Vlasov | Marina Cherkasova / Sergei Shakhrai      |
| IJsdansen  | Irina Moiseeva / Andrei Minenkov  | Krisztina Regöczy / Andras Sallay | Natalja Linitsjoek / Gennadi Karponossov |

## Uitslagen
| #      | naam (deelname)       | land                                    | pc     |
| ------ | --------------------- | --------------------------------------- | ------ |
| Goud   | Jan Hoffmann (8)      | Vlag van Duitse Democratische Republiek |        |
| Zilver | Vladimir Kovalev (5)  | Vlag van Sovjet-Unie                    |        |
| Brons  | Robin Cousins (5)     | Vlag van Verenigd Koninkrijk            |        |
| 4      | Yuri Ovchinnikov (9)  | Vlag van Sovjet-Unie                    |        |
| 5      | Pekka Leskinen (6)    | Vlag van Finland (1918-1978)            |        |
| 6      | Konstantin Kokora     | Vlag van Sovjet-Unie                    |        |
| 7      | Ronald Koppelent (4)  | Vlag van Oostenrijk                     |        |
| 8      | Mario Liebers (2)     | Vlag van Duitse Democratische Republiek |        |
| 9      | Miroslav Soska (3)    | Vlag van Tsjechië                       |        |
| 10     | Kurt Kurzinger        | Vlag van Duitsland                      |        |
| 11     | Gerhard Hubmann (2)   | Vlag van Oostenrijk                     |        |
| 12     | Grezgorz Glowania (2) | Vlag van Polen (1928-1980)              |        |
| 13     | Glyn Jones (4)        | Vlag van Verenigd Koninkrijk            |        |
| 14     | Thomas Oberg (4)      | Vlag van Zweden                         |        |
| 15     | Matijaz Krusec (2)    | Vlag van Joegoslavië (1943-1992)        |        |
| -      | Christophe Boyadjian  | Vlag van Frankrijk                      | t.z.t. |

| #      | naam (deelname)               | land                                          | pc |
| ------ | ----------------------------- | --------------------------------------------- | -- |
| Goud   | Anett Pötzsch (5)             | Vlag van Duitse Democratische Republiek       |    |
| Zilver | Dagmar Lurz (3)               | Vlag van Duitsland                            |    |
| Brons  | Susanna Driano (3)            | Vlag van Italië                               |    |
| 4      | Marion Weber (4)              | Vlag van Duitse Democratische Republiek       |    |
| 5      | Elena Vodorezova (2)          | Vlag van Sovjet-Unie                          |    |
| 6      | Denise Biellmann              | Vlag van Zwitserland                          |    |
| 7      | Kristiina Wegelius            | Vlag van Finland (1918-1978)                  |    |
| 8      | Claudia Kristofics-Binder (2) | Vlag van Oostenrijk                           |    |
| 9      | Karin Enke                    | Vlag van Duitse Democratische Republiek       |    |
| 10     | Danielle Rieder (2)           | Vlag van Zwitserland                          |    |
| 11     | Zhanna Ilina                  | Vlag van Sovjet-Unie                          |    |
| 12     | Deborah Cottrill              | Vlag van Verenigd Koninkrijk                  |    |
| 13     | Karena Richardson (2)         | Vlag van Verenigd Koninkrijk                  |    |
| 14     | Gertie Schanderl (6)          | Vlag van Duitsland                            |    |
| 15     | Grazyna Dudek (4)             | Vlag van Polen (1928-1980)                    |    |
| 16     | Sanda Dubravcic               | Vlag van Joegoslavië (1943-1992)              |    |
| 17     | Eva Durisinova                | Vlag van Tsjechië                             |    |
| 18     | Franca Bianconi               | Vlag van Italië                               |    |
| 19     | Lotta Crispin (2)             | Vlag van Zweden                               |    |
| 20     | Anne-Marie Verlaan (3)        | Vlag van Nederland                            |    |
| 21     | Doina Mitricica               | Vlag van Roemenië (1965-1989)                 |    |
| 22     | Anne-Sophie de Kristoffy      | Vlag van Frankrijk                            |    |
| 23     | Katja Seretti (2)             | Vlag van Italië                               |    |
| 24     | Bente Larsen (3)              | Vlag van Noorwegen                            |    |
| 25     | Gloria Mas                    | Vlag van Spanje (21 jan. 1977 - 18 dec. 1981) |    |

| #      | naam (deelname)                          | land                                    | pc |
| ------ | ---------------------------------------- | --------------------------------------- | -- |
| Goud   | Irina Rodnina (10) Aleksandr Zajtsev (5) | Vlag van Sovjet-Unie                    |    |
| Zilver | Irina Vorobieva (2) Alexandr Vlasov (2)  | Vlag van Sovjet-Unie                    |    |
| Brons  | Marina Cherkasova Sergei Shakhrai        | Vlag van Sovjet-Unie                    |    |
| 4      | Manuela Mager Uwe Bewersdorff            | Vlag van Duitse Democratische Republiek |    |
| 5      | Sabine Baess Tassilo Thierbach           | Vlag van Duitse Democratische Republiek |    |
| 6      | Ingrid Spieglova (3) Alan Spiegl (3)     | Vlag van Tsjechië                       |    |
| 7      | Elzbieta Luczynska Marek Chrolenko       | Vlag van Polen (1928-1980)              |    |
| 8      | Susanne Scheibe Andreas Nischwitz        | Vlag van Duitsland                      |    |
| 9      | Sabine Fuchs Xavier Videau               | Vlag van Frankrijk                      |    |
| 10     | Gabriele Beck (2) Jochen Stahl (2)       | Vlag van Duitsland                      |    |
| 11     | Chantal Zurcher Paul Huber               | Vlag van Zwitserland                    |    |

| #      | naam (deelname)                                | land                         | pc |
| ------ | ---------------------------------------------- | ---------------------------- | -- |
| Goud   | Irina Moiseeva (5) Andrei Minenkov (5)         | Vlag van Sovjet-Unie         |    |
| Zilver | Krisztina Regoczy (8) Andras Sallay (8)        | Vlag van Hongarije           |    |
| Brons  | Natalja Linitsjoek (4) Gennadi Karponossov (8) | Vlag van Sovjet-Unie         |    |
| 4      | Janet Thompson (4) Warren Maxwell (4)          | Vlag van Verenigd Koninkrijk |    |
| 5      | Marina Zueva Andrei Vitman                     | Vlag van Sovjet-Unie         |    |
| 6      | Kay Barsdell (3) Kenneth Foster (3)            | Vlag van Verenigd Koninkrijk |    |
| 7      | Liliana Rehakova Stanislav Drastich            | Vlag van Tsjechië            |    |
| 8      | Susi Handschmann (3) Peter Handschmann (3)     | Vlag van Oostenrijk          |    |
| 9      | Isabella Rizzi (3) Luigi Freroni (3)           | Vlag van Italië              |    |
| 10     | Halina Gordon Tadeusz Gora (6)                 | Vlag van Polen (1928-1980)   |    |
| 11     | Anna Pisanska Jiri Musil                       | Vlag van Tsjechië            |    |
| 12     | Stefania Bertele (3) Walter Cecconi (3)        | Vlag van Italië              |    |
| 13     | Elzbieta Wegrzyk Andrzej Alberciak             | Vlag van Polen (1928-1980)   |    |
| 14     | Murial Boucher Yves Malatier                   | Vlag van Frankrijk           |    |

Medaillewinnaars

Mannen · 
Vrouwen ·
Paren · 
IJsdansen

Toernooi

1891 · 
1892 · 
1893 · 
1894 · 
1895 · 
1896-1897 · 
1898 · 
1899 · 
1900 · 
1901 · 
1902-1903 · 
1904 · 
1905 · 
1906 · 
1907 · 
1908 · 
1909 · 
1910 · 
1911 · 
1912 · 
1913 · 
1914 · 
1915-1921 · 
1922 · 
1923 · 
1924 · 
1925 · 
1926 · 
1927 · 
1928 · 
1929 · 
1930 · 
1931 · 
1932 · 
1933 · 
1934 · 
1935 · 
1936 · 
1937 · 
1938 · 
1939 ·
1940-1946 · 
1947 · 
1948 · 
1949 · 
1950 · 
1951 · 
1952 · 
1953 · 
1954 · 
1955 · 
1956 · 
1957 · 
1958 · 
1959 · 
1960 · 
1961 · 
1962 · 
1963 · 
1964 · 
1965 · 
1966 · 
1967 · 
1968 · 
1969 · 
1970 · 
1971 · 
1972 · 
1973 · 
1974 · 
1975 · 
1976 · 
1977 · 
1978 · 
1979 · 
1980 · 
1981 · 
1982 · 
1983 · 
1984 · 
1985 · 
1986 · 
1987 · 
1988 · 
1989 · 
1990 · 
1991 · 
1992 · 
1993 · 
1994 · 
1995 ·
1996 · 
1997 · 
1998 · 
1999 · 
2000 · 
2001 · 
2002 · 
2003 · 
2004 · 
2005 · 
2006 ·
2007 ·
2008 ·
2009 ·
2010 ·
2011 ·
2012 ·
2013 ·
2014 ·
2015 ·
2016 ·
2017 ·
2018 ·
2019 ·
2020 ·
2021 · 
2022 · 
2023 · 
2024 · 
2025

WK kunstschaatsen ·
WK kunstschaatsen junioren ·
Viercontinentenkampioenschap ·
Olympische Spelen